# Comuna Perekopivka, Romnî
Perekopivka (în ucraineană Перекопівка) este o comună în raionul Romnî, regiunea Sumî, Ucraina, formată din satele Burbîne, Hubske și Perekopivka (reședința).

## Demografie
Componența lingvistică a comunei Perekopivka
     Ucraineană (94,84%)
     Rusă (3,67%)
     Română (1,12%)
     Alte limbi (0,37%)
Conform recensământului din 2001, majoritatea populației comunei Perekopivka era vorbitoare de ucraineană (94,84%), existând în minoritate și vorbitori de rusă (3,67%) și română (1,12%).